# حاتم أبو غزالة
حاتم أبو غزالة (1935-2004) سياسي وطبيب فلسطيني، ولد في مدينة القدس، ونال شهادة البكالوريوس في الطب من كلية الملك كينغ في جامعة كامبردج عام 1960، ونال درجتي البكالوريوس والماجستير في الجراحة من نفس الكلية في عامي 1960 و1962. بعد تخرجه عمل جراحاً في المستشفى المعمداني ، و كان من أمهر الجراحين حتى عام ١٩٧٥.
شغل منصب نائب رئيس مجلس إدارة بنك فلسطين عام 1967-1984، ورئيس جمعية الأطفال المعاقين حركياً في غزة منذ عام 1975، وعضو مؤسس ونائب رئيس اتحاد منتجي الحمضيات. منحته ولاية تكساس الأمريكية مواطنة الشرف.

## مساهماته
قام حاتم خليل أبو غزالة بإحضار الخبراء في التربية الخاصة من بريطانيا وأمريكا وكندا لتدريب الكوادر المحلية، كما وقام بإرسال كوادر محلية للتعلم والتدريب في الجامعات الأمريكية والكندية، وقام بعمل اتفاقيات بين الجمعية وبعض الجامعات الكندية والأمريكية، لتعليم أكبر عدد ممكن من أبناء غزة في تخصصات لم تكن موجودة في الجامعات المحلية أو العربية في ذلك الوقت، كما لفت انتباهه الأطفال المعاقين في غزة وعدم توفر خدمات لهم، وتمكن من إنشاء أول مدرسة للأطفال المعاقين، ومركز تأهيل مهني لهم (مركز الشمس) في نفس العام، كما أنه تمكن من إحضار بعض البرامج العالمية، وكان لديه في الجمعية فريق لترجمة البرامج وموائمتها للبيئة العربية منها برنامج بورتيج لتعليم ولتثقيف الأمهات لتعليم أبنائهم في مرحلة ما قبل المدرسة لإعدادهم لدخول مراكز التربية الخاصة وكذلك برنامج سكاي هاي للتدخل المبكر للأطفال الذين لديهم مشاكل في التواصل.